# Uzbekistán na Letních olympijských hrách 1996
Uzbekistán na Letních olympijských hrách v roce 1996 reprezentovala výprava 71 sportovců (63 mužů a 8 žen) ve 12 sportech.

## Medailisté
| Medaile | Jméno            | Sport | Soutěž                        |
| ------- | ---------------- | ----- | ----------------------------- |
| Stříbro | Armen Bagdasarov | Judo  | Muži váha střední do 90 kg    |
| Bronz   | Karim Tulaganov  | Box   | Muži lehkotěžká váha do 71 kg |